# Clásica de San Sebastián 1992
La 12º edición de la Clásica de San Sebastián se disputó el 8 de agosto de 1992, por un circuito por Guipúzcoa con inicio y final en San Sebastián, sobre un trazado de 234 kilómetros. La prueba perteneció a la Copa del Mundo
El ganador de la carrera fue el mexicano Raúl Alcalá (PDM-Ultima-Concorde), que se impuso en solitario en la llegada a San Sebastián. El italiano Claudio Chiappucci (Carrera-Vagabond-Tassoni) y el holandés Eddy Bouwmans (Panasonic-Sportlife) fueron segundo y tercero respectivamente.

## Clasificación final
| Posición | Ciclista            | Equipo                   | Tiempo     |
| -------- | ------------------- | ------------------------ | ---------- |
| 1        | Raúl Alcalá         | PDM-Ultima-Concorde      | 5h 58' 17" |
| 2        | Claudio Chiappucci  | Carrera-Vagabond-Tassoni | + 1' 11"   |
| 3        | Eddy Bouwmans       | Panasonic-Sportlife      | + 1' 12"   |
| 4        | Dmitri Konyshev     | TVM-Sanyo                | m. t.      |
| 5        | Luc Roosen          | Tulip Computers          | m. t.      |
| 6        | Maximilian Sciandri | Motorola Cycling Team    | + 1' 38"   |
| 7        | Davide Cassani      | Ariostea                 | m. t.      |
| 8        | Maurizio Fondriest  | Panasonic-Sportlife      | m. t.      |
| 9        | Jim van de Laer     | Tulip Computers          | m. t.      |
| 10       | Enrique Alonso      | Lotus-Festina            | m. t.      |